# Banco Nacional de Angola
El Banco Nacional de Angola (BNA) es el banco central de Angola. Es 100% propiedad del gobierno de Angola, y tiene su sede en la Avenida 4 de Fevereiro de Luanda, una de las arterias principales de la ciudad.

## Historia
En 1864, el Banco Nacional Ultramarino (BNU) se estableció en Lisboa, Portugal, con el propósito de emitir moneda portuguesa en sus territorios extranjeros. Al año siguiente, en 1865, abrió sucursales bancarias en varios territorios, incluyendo Angola, que fue colonia portuguesa. Esta fue la primera de las operaciones bancarias en Angola. 
Sin embargo, hubo mucha confusión en torno a este proceso. Se desarrolló una situación insostenible en la colonia, y las autoridades coloniales crearon un consejo de divisas que inició una reforma en las divisas, donde el primer objetivo era establecer un banco para la emisión de moneda, el Banco de Angola. Fue establecido el 14 de agosto de 1926, con sede en Lisboa, con el fin de evitar influencias locales, y para estar bajo supervisión directa del responsable del ministro para las colonias. 
El BNU transfirió su sucursal en Stanleyville al nuevo banco, que en 1934 se trasladó a esta sucursal de Boma, para finalmente cerrar en 1947. El Banco de Angola tuvo el monopolio en la emisión de moneda en el país hasta el año 1957. 
Cuando Angola se independizó en 1975 el gobierno nacionalizó el sector bancario. El Banco de Angola se convirtió en el Banco Nacional de Angola (BNA). El Banco Comercial de Angola se convirtió en el Banco Popular de Angola, y actualmente se llama Banco de Poupança e Crédito. BNA continuó funcionando como banco central, emisor de la moneda y banco comercial. El gobierno también autorizó al banco como la única institución legalmente capaz de comprar divisas extranjeras, y le dio la responsabilidad de las relaciones económicas con otros países. 
El 20 de abril de 1991, se aprobó una ley por la que se restringían los roles del BNA pasando a ser únicamente un banco central, incluyendo la responsabilidad exclusiva de la política monetaria, la emisión de moneda y de ser el gobierno del banco. En 1999, el banco central comenzó a implementar reformas para cumplir con los estándares internacionales. 

## Gobernador
El gobernador actual es Valter Filipe Duarte da Silva. Fue nombrado en marzo de 2016, después de que José Pedro de Morais junior renunciara después de un corto período de tiempo en la posición. De Morais ocupaba el cargo desde enero de 2015.
El organismo tiene dos subgobernadores: Cristina Florência Dias Van-Dunem y Gualberto Lima Campos.